# Hop Store Cemetery
Hop Store Cemetery is een Britse militaire begraafplaats met gesneuvelden uit de Eerste Wereldoorlog, gelegen in het Belgische dorp Vlamertinge (Ieper). De begraafplaats ligt 800 m ten westen van het dorpscentrum. De begraafplaats werd ontworpen door Reginald Blomfield en wordt onderhouden door de Commonwealth War Graves Commission. Ze heeft een langwerpige vorm en wordt omsloten door een bakstenen muur. Het Cross of Sacrifice staat aan de straatzijde op een hoge sokkel naast de toegang. Er worden 251 doden herdacht waaronder 2 niet geïdentificeerde.

## Geschiedenis
Tijdens de oorlog waren rond Vlamertinge verschillende hoofdkwartieren voor artillerie-eenheden en medische posten gevestigd. Het hopmagazijn ten westen van het dorp lag net buiten het bereik van de vijandelijke artillerie en fungeerde daardoor als medische post. De begraafplaats die er ontstond in mei 1915, lag tussen een haag en de gebouwen van het hopmagazijn gekneld, waardoor deze eerder klein bleef. Omdat de begraafplaats laag gelegen was en daardoor snel modderig werd, moest ze door de Royal Engineers in 1917 gedraineerd worden. 
Er liggen 250 Britten en 1 Canadees begraven. De meeste slachtoffers sneuvelden in 1915 en 1917, waarvan er 58 behoorden tot de Royal Artillery. Eén Brit wordt herdacht met een Special Memorial omdat zijn graf niet meer gelokaliseerd kon worden. Een Frans graf werd later verwijderd.
De begraafplaats werd in 2009 als monument beschermd.

## Graven

### Onderscheiden militairen
- Harold Payne Philby, majoor bij het York and Lancaster Regiment en Aylmer Vivian Jarrett, kapitein bij hetzelfde regiment werden onderscheiden met de Distinguished Service Order (DSO).
- Owen Hairsine, kapitein bij het Royal Army Medical Corps werd onderscheiden met het Military Cross (MC).
- Ethelbert Balfour Matthews, compagnie sergeant-majoor bij de Royal Engineers werd onderscheiden met de Distinguished Conduct Medal (DSM).
- David Glencross Slimmon, korporaal bij de Royal Engineers en Charles Haydock, soldaat bij The Loyal North Lancashire Regiment werden onderscheiden met de Military Medal (MM).

### Minderjarige militair
- soldaat Thomas Loughlin was 17 jaar toen hij op 13 mei 1915 sneuvelde.

### Alias
- soldaat Thomas Loughlin diende onder het alias Thomas Phelan bij de Royal Dublin Fusiliers.
- kanonnier Andrew Cox diende onder het alias R. Hunter bij de Royal Field Artillery.